# Alejandro de Dohna-Schlobitten
El Conde y Burgrave Alejandro de Dohna-Schlobitten (en alemán: Alexander Burggraf und Graf zu Dohna-Schlobitten; 25 de enero de 1661 - 25 de febrero de 1728) fue un mariscal de campo y diplomático prusiano.

## Biografía
Alejandro de Dohna nació en el Palacio de Coppet, cerca de Ginebra, siendo hijo del Burgrave Federico de Dohna (1621-1688), gobernador del Principado de Orange, y Sperentia, nacida du Puy de Montbrun. Él y su hermano Cristóbal fueron educados por Pierre Bayle.
Dohna se unió al Ejército prusiano en 1679 y se convirtió en Amtshauptmann de Mohrungen y Liebstadt en Prusia Oriental. Fue promovido a Coronel y Geheimer Rat el 31 de diciembre de 1686 y sirvió como un enviado del Elector Federico III de Brandeburgo en la corte real polaca. En 1689/90 combatió contra Francia en la Guerra de los Nueve Años en la batalla de Bonn el 10 de octubre de 1689. Dohna se convirtió en mayor general el 9 de octubre de 1690 y Comandante de un Regimiento de Infantería, que fue nombrado en su honor.
Sirvió de nuevo como diplomático prusiano en la corte real sueca y se convirtió en gobernador de Pillau el 11 de abril de 1692. En 1693 Dohna combatió de nuevo contra Francia y se convirtió en responsable de la educación del Príncipe Heredero Federico Guillermo desde 1695 hasta 1704. En 1704 entró en conflicto con Johann Kasimir Kolbe von Wartenberg y perdió mucha de su influencia en la corte real prusiana, pero retornó tras la dimisión de Kolbe. Se convirtió en Presidente de la Comisión Real de Cámara y Asuntos de Dominio (Königliches Kammer- und Domänewesen) y jefe del Distrito administrativo de Königsberg en 1712. Fue promovido a General de Infantería el 25 de marzo de 1713 y a Mariscal de Campo (Generalfeldmarschall) el 5 de septiembre de 1713. Acompañó a Federico Guillermo I en el Sitio de Stralsund (1711-1715).
Dohna contrajo matrimonio con Emilia Luisa, nacida Gräfin zu Dohna-Carwinden (28 de julio de 1661 - 2 de abril de 1724) el 10 de septiembre de 1684, y por segunda vez con Juana Sofía, nacida Gräfin zu Dohna-Reichertswalde (27 de agosto de 1682 - 2 de abril de 1735) el 26 de diciembre de 1725. Tuvo 15 hijos con su primera esposa.
Dohna fue el primero en añadir el nombre a su finca familiar, Schlobitten, a su nombre. Fue el principal impulsor de la construcción del Palacio de Schlobitten. Murió en Königsberg.